# Hørsholm 79ers
Die Hørsholm 79ers sind eine Basketballmannschaft aus der dänischen Stadt Hørsholm.

## Geschichte
1979 wurde der Hørsholm Basketball Klub (Hørsholm BBK) gegründet, Vorläufer war eine seit 1978 bestehende Basketball-Arbeitsgemeinschaft an der örtlichen Schule Hørsholm Skole.
Zwischen 1988 und 1997 gewann die Hørsholmer Herrenmannschaft zwei Mal die dänische Meisterschaft, wurde drei Mal Zweiter und zwei Mal Dritter. Die Hørsholmer Damen dominierten in der zweiten Hälfte der 2000er Jahre die dänische Damenliga und wurden zwischen 2004 und 2010 sechs Mal dänischer Meister.
Im September 2014 änderte der Verein seinen Namen in „Hørsholm 79ers Basketball“. Wegen wirtschaftlicher Schwierigkeiten wurde die Herrenmannschaft im Juni 2018 aus der höchsten dänischen Spielklasse (Basketliga) zurückgezogen, nachdem im Februar 2018 ein drohender Bankrott abgewendet worden war. Die Mannschaft spielte nach dem Rückzug in der 1. Division Herrer.

### Jugend
Der Verein ist für seine gute Nachwuchsarbeit bekannt: Bis 2017 gewannen Jugendmannschaften aus Hørsholm 55 dänische Meistertitel und damit mehr als jeder andere Verein des Landes.
Mit 40 Erfolgen ist der Verein Rekordsieger beim schwedischen Turnier Lundaspelen (Stand Januar 2023).

## Erfolge
- Dänischer Meister (Herren) 1991, 1993
- Dänischer Meister (Damen) 1996, 2004, 2005, 2006, 2007, 2008, 2010, 2015, 2018, 2020
- Dänischer Vizemeister (Herren) 1989, 1995, 1997
- Dänischer Vizemeister (Damen) 1989, 1995, 1997
- Dänischer Vizemeister (Damen) 1995, 2003, 2011, 2012,
- Dritter Platz dänische Meisterschaft (Herren) 1988, 1994, 2010
- Dritter Platz dänische Meisterschaft (Damen) 1993, 2002
- Dänischer Pokalsieger (Damen) 1993, 1995, 1996, 2006, 2018
- Dänischer Pokalfinalist (Herren) 1988, 1993, 1995, 2013
- Dänischer Pokalfinalist (Damen) 1998, 2003, 2005, 2007, 2012, 2014
- Dänischer Meister U21 (Jungen) 2004, 2006, 2007
- Dänischer Meister U21/U23 (Mädchen) 2007
- Dänischer Meister U19 (Mädchen) 2017
- Dänischer Meister U18 (Jungen) 1988, 1989, 1995, 2005, 2006, 2007, 2009
- Dänischer Meister U18 (Mädchen) 1993, 1994, 1996, 2002, 2006, 2009, 2010, 2012
- Dänischer Meister U16 (Jungen) 1987, 2002, 2004, 2005, 2007, 2008, 2011
- Dänischer Meister U16 (Mädchen) 1992, 1995, 2000, 2001, 2004, 2014
- Dänischer Meister U14 (Jungen) 1984, 1985, 1986, 2000, 2002, 2004, 2005, 2009
- Dänischer Meister U14 (Mädchen) 1987, 1990, 1993, 1998, 2002, 2008, 2011, 2013, 2018
- Dänischer Meister U12 (Jungen) 1982, 1984, 1985
- Dänischer Meister U12 (Mädchen) 1983, 1985

(Quelle:)

## Bekannte ehemalige Spieler
- Jonas Dalsgaard
- Adama Darboe
- Jonathan Gilling
- Jens Hakanowitz
- Casper Hesseldal
- Per Hjorth
- Zarko Jukic
- Frederik Hougaard Nielsen
- Henrik Norre Nielsen
- Mads Bonde Stürup
- Noam Yaacov

## Trainer der Herrenmannschaft
| Amtszeit     | Name              |
| ------------ | ----------------- |
| bis 2003     | Morten Thomsen    |
| 2003–2005    | Jakob Møller      |
| 2006–2008    | Roberto Velosa    |
| 2008–2009    | Nemanja Jovanović |
| 2009–2012    | Milan Škobalj     |
| 2012–12/2013 | Bogdan Karaičić   |
| 12/2013–2014 | Nemanja Jovanović |
| 2014–2015    | Miguel Ángel Hoyo |
| 2015–2018    | Rafa Monclova     |
| 2019–2020    | Roberto Velosa    |
| 2019–2021    | Diego Fernández   |
| 2021–2022    | Ibon Espinosa     |